# Euchlaena muzaria
Euchlaena muzaria là một loài bướm đêm trong họ Geometridae.